# 貝爾格萊德鎮區 (密蘇里州華盛頓縣)
貝爾格萊德鎮區（英語：Belgrade Township）是位於美國密蘇里州華盛頓縣的一個行政鎮區。

## 地方資料
貝爾格萊德鎮區的面積為184.09平方千米，當中陸地面積為183.85平方千米，而水域面積為0.24平方千米。根據2020年美國人口普查的數據，當地共有人口1195人，而人口密度為每平方千米6.49人。